# Stazione meteorologica di Radicofani
La stazione meteorologica di Radicofani è la stazione meteorologica dell'omonima località della Val d'Orcia, utilizzata come riferimento meteo-climatico dal Servizio Meteorologico dell'Aeronautica Militare per conto dell'Organizzazione Mondiale della Meteorologia.

## Caratteristiche
La stazione meteorologica è situata nell'Italia centrale, in provincia di Siena, nel comune di Radicofani, nell'area urbana del centro storico, con ubicazione alla sommità di un edificio nei pressi della chiesa di Sant'Agata. L'altezza del suolo su cui si trova la stazione è di 787 metri s.l.m., mentre gli strumenti meteorologici sono collocati alla sommità della torretta di un edificio, con il pozzetto del barometro situato ad un'altezza di 816 metri s.l.m. e alle coordinate geografiche 42°53′47.55″N 11°46′04.83″E.
L'altitudine a cui si trova, fa sì che la stazione possa essere annoverata tra i teleposti di montagna, fondamentale per lo studio della sinottica che caratterizza l'area dell'Antiappennino toscano.
La sua esistenza è già documentata nella carta delle stazioni meteorologiche del Servizio Meteorologico dell'Aeronautica Militare del 1939. Nel dopoguerra, la stazione meteorologica ha ripreso con continuità le registrazioni termo-pluviometriche a partire dall'aprile 1946.
Il 1º gennaio 1965 ha inizio la serie storica completa digitalizzata che si basa sui report dei SYREP. Precedentemente, a partire dall'agosto 1955, era iniziata con continuità l'emissione dei SYNOP, che mediamente erano 6 al giorno, anche se tra il 1955 e il 1959 mediamente soltanto due bollettini al giorno contenevano le registrazioni termometriche.

## Medie climatiche ufficiali

### Dati climatologici 1971-2000
In base alle medie climatiche del trentennio 1971-2000, le più recenti in uso, la temperatura media del mese più freddo, gennaio, è di 3,7 °C, mentre quella del mese più caldo agosto, è di 21,3 °C; mediamente si contano 38 giorni di gelo all'anno e 8 giorni annui con temperatura massima uguale o superiore a 30 °C. Nel trentennio esaminato, i valori estremi di temperatura sono i +36,4 °C del luglio 1983 e i -13,3 °C del gennaio 1979.
Le precipitazioni medie annue si attestano a 736 mm (valore maggiore della media 1961-1990), mediamente distribuite in 85 giorni, con minimo relativo in estate, picco in autunno e massimo secondario in primavera.
L'umidità relativa media annua fa registrare il valore di 72,9% con minimo di 63% a luglio e massimo di 80% a novembre; mediamente si contano 90 giorni annui con episodi nebbiosi.
Di seguito è riportata la tabella con le medie climatiche e i valori massimi e minimi assoluti registrati nel trantennio 1971-2000 e pubblicati nell'Atlante Climatico d'Italia del Servizio Meteorologico dell'Aeronautica Militare relativo al medesimo trentennio.

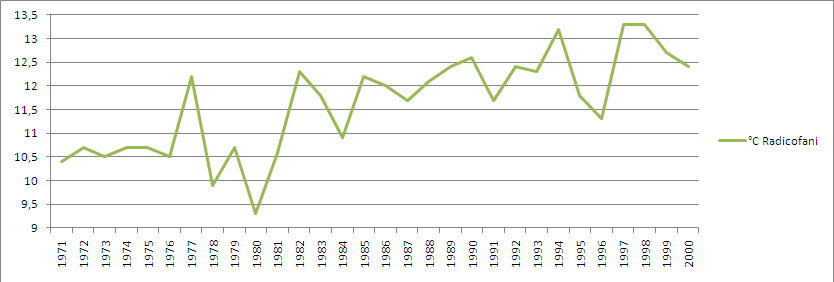
Andamento della temperatura media annua dal 1971 al 2000

| RADICOFANI (1971-2000)          | Mesi         | Mesi        | Mesi         | Mesi        | Mesi        | Mesi        | Mesi        | Mesi        | Mesi        | Mesi        | Mesi        | Mesi        | Stagioni | Stagioni | Stagioni | Stagioni | Anno  |
| RADICOFANI (1971-2000)          | Gen          | Feb         | Mar          | Apr         | Mag         | Giu         | Lug         | Ago         | Set         | Ott         | Nov         | Dic         | Inv      | Pri      | Est      | Aut      | Anno  |
| ------------------------------- | ------------ | ----------- | ------------ | ----------- | ----------- | ----------- | ----------- | ----------- | ----------- | ----------- | ----------- | ----------- | -------- | -------- | -------- | -------- | ----- |
| T. max. media (°C)              | 6,3          | 6,8         | 9,6          | 12,4        | 17,6        | 21,5        | 25,6        | 25,7        | 20,9        | 15,6        | 10,2        | 7,5         | 6,9      | 13,2     | 24,3     | 15,6     | 15,0  |
| T. min. media (°C)              | 1,1          | 1,0         | 2,8          | 5,1         | 9,7         | 13,1        | 16,5        | 16,9        | 13,2        | 9,4         | 4,9         | 2,5         | 1,5      | 5,9      | 15,5     | 9,2      | 8,0   |
| T. max. assoluta (°C)           | 17,0 (1974)  | 19,1 (1991) | 22,2 (1993)  | 23,4 (1993) | 27,6 (1999) | 32,4 (1998) | 36,4 (1983) | 35,0 (1998) | 34,0 (1975) | 25,6 (1985) | 21,8 (1999) | 19,0 (1991) | 19,1     | 27,6     | 36,4     | 34,0     | 36,4  |
| T. min. assoluta (°C)           | −13,3 (1979) | −9,7 (1991) | −11,0 (1971) | −3,1 (1973) | 1,0 (1991)  | 3,9 (1980)  | 8,0 (1974)  | 7,0 (1995)  | 0,4 (1971)  | −1,0 (1973) | −6,1 (1971) | −8,2 (1980) | −13,3    | −11,0    | 3,9      | −6,1     | −13,3 |
| Giorni di calura (Tmax ≥ 30 °C) | 0            | 0           | 0            | 0           | 0           | 0           | 3           | 5           | 0           | 0           | 0           | 0           | 0        | 0        | 8        | 0        | 8     |
| Giorni di gelo (Tmin ≤ 0 °C)    | 9            | 10          | 7            | 2           | 0           | 0           | 0           | 0           | 0           | 0           | 3           | 7           | 26       | 9        | 0        | 3        | 38    |
| Precipitazioni (mm)             | 42,9         | 50,9        | 51,0         | 69,3        | 59,0        | 44,1        | 34,3        | 44,3        | 82,6        | 93,2        | 100,2       | 64,6        | 158,4    | 179,3    | 122,7    | 276,0    | 736,4 |
| Giorni di pioggia               | 6            | 7           | 7            | 9           | 8           | 7           | 4           | 4           | 7           | 9           | 9           | 8           | 21       | 24       | 15       | 25       | 85    |
| Giorni di nebbia                | 10           | 9           | 10           | 11          | 8           | 6           | 2           | 3           | 6           | 10          | 11          | 10          | 29       | 29       | 11       | 27       | 96    |
| Umidità relativa media (%)      | 77           | 76          | 73           | 74          | 71          | 69          | 63          | 64          | 72          | 78          | 80          | 78          | 77       | 72,7     | 65,3     | 76,7     | 72,9  |

### Dati climatologici 1961-1990
In base ai dati di riferimento del trentennio 1961-1990, ancora in uso per l'Organizzazione meteorologica mondiale e denominato Climate Normal (CLINO), la temperatura media del mese più freddo, gennaio è di 3,1 °C, mentre la media del mese più caldo, luglio, è di 20,5 °C. Si segnalano mediamente 44 giorni di gelo all'anno. Nel medesimo trentennio, la temperatura minima assoluta ha toccato i -13,3 °C nel gennaio 1979 (media delle minime assolute annue di -7,4 °C), mentre la massima assoluta ha fatto registrare i +36,4 °C nel luglio 1983 (media delle massime assolute annue di +31,6 °C).
La nuvolosità media annua si attesta al valore di 4,2 okta giornalieri, con minimo di 2,5 okta giornalieri a luglio e massimo di 5,1 okta giornalieri a novembre.
Le precipitazioni, spesso nevose tra la terza decade di novembre e la prima di marzo, sono piuttosto scarse ma costanti nell'arco dell'anno, superando di poco i 600 mm di media annua ed essendo distribuite mediamente in 83 giorni, con leggero picco autunnale e minimo relativo in giugno e luglio.
L'umidità relativa media annua fa registrare il valore di 74,9% con minimo di 65% a luglio e massimo di 82% a novembre.

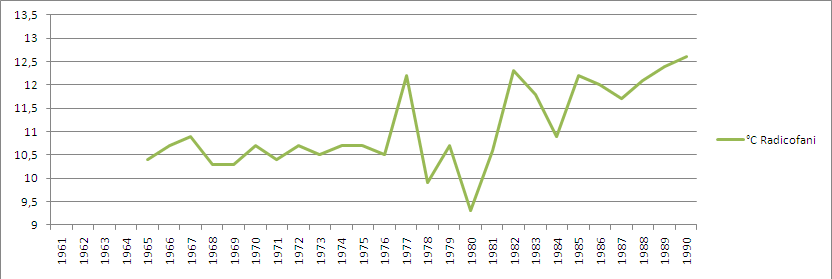
Andamento della temperatura media annua dal 1961 al 1990 (inizio della serie temporale nel 1965)

| RADICOFANI (1961-1990)       | Mesi         | Mesi        | Mesi         | Mesi        | Mesi        | Mesi        | Mesi        | Mesi        | Mesi        | Mesi        | Mesi        | Mesi         | Stagioni | Stagioni | Stagioni | Stagioni | Anno  |
| RADICOFANI (1961-1990)       | Gen          | Feb         | Mar          | Apr         | Mag         | Giu         | Lug         | Ago         | Set         | Ott         | Nov         | Dic          | Inv      | Pri      | Est      | Aut      | Anno  |
| ---------------------------- | ------------ | ----------- | ------------ | ----------- | ----------- | ----------- | ----------- | ----------- | ----------- | ----------- | ----------- | ------------ | -------- | -------- | -------- | -------- | ----- |
| T. max. media (°C)           | 5,4          | 5,7         | 8,4          | 11,7        | 16,5        | 20,5        | 24,7        | 24,3        | 20,4        | 15,3        | 9,8         | 6,6          | 5,9      | 12,2     | 23,2     | 15,2     | 14,1  |
| T. min. media (°C)           | 0,8          | 0,7         | 2,4          | 5,0         | 9,4         | 12,9        | 16,3        | 16,1        | 13,3        | 9,5         | 4,9         | 2,0          | 1,2      | 5,6      | 15,1     | 9,2      | 7,8   |
| T. max. assoluta (°C)        | 17,0 (1974)  | 17,0 (1976) | 20,1 (1989)  | 22,0 (1968) | 26,4 (1969) | 30,1 (1990) | 36,4 (1983) | 33,8 (1981) | 34,0 (1975) | 25,6 (1985) | 20,0 (1984) | 17,9 (1979)  | 17,9     | 26,4     | 36,4     | 34,0     | 36,4  |
| T. min. assoluta (°C)        | −13,3 (1979) | −9,3 (1969) | −12,1 (1963) | −3,1 (1973) | 0,8 (1970)  | 3,9 (1980)  | 7,0 (1970)  | 6,4 (1969)  | 0,4 (1971)  | −1,0 (1973) | −6,1 (1971) | −11,1 (1961) | −13,3    | −12,1    | 3,9      | −6,1     | −13,3 |
| Giorni di gelo (Tmin ≤ 0 °C) | 11           | 11          | 7            | 3           | 0           | 0           | 0           | 0           | 0           | 0           | 3           | 9            | 31       | 10       | 0        | 3        | 44    |
| Nuvolosità (okta al giorno)  | 4,9          | 4,9         | 4,8          | 4,8         | 4,4         | 3,9         | 2,5         | 2,9         | 3,5         | 3,8         | 5,1         | 4,8          | 4,9      | 4,7      | 3,1      | 4,1      | 4,2   |
| Precipitazioni (mm)          | 44,8         | 51,4        | 47,9         | 52,9        | 53,2        | 34,6        | 34,4        | 46,7        | 58,9        | 68,5        | 76,8        | 56,3         | 152,5    | 154,0    | 115,7    | 204,2    | 626,4 |
| Giorni di pioggia            | 7            | 7           | 8            | 8           | 8           | 7           | 4           | 5           | 6           | 7           | 8           | 8            | 22       | 24       | 16       | 21       | 83    |
| Umidità relativa media (%)   | 78           | 78          | 73           | 75          | 75          | 73          | 65          | 68          | 73          | 78          | 82          | 81           | 79       | 74,3     | 68,7     | 77,7     | 74,9  |

## Valori estremi

### Temperature estreme mensili dal 1946 ad oggi
Nella tabella sottostante sono riportate le temperature massime e minime assolute mensili, stagionali ed annuali dal 1946 ad oggi (mancano i dati del periodo compreso tra il 1951 e il 1959 e del 1964), con il relativo anno in cui queste sono state registrate: nel quarantennio, la minima assoluta ha toccato i -13,3 °C nel gennaio 1979, mentre la massima assoluta ha fatto registrare i +38,6 °C nell'agosto 1947.
| RADICOFANI (1946-2023) | Mesi         | Mesi        | Mesi         | Mesi        | Mesi        | Mesi        | Mesi        | Mesi        | Mesi        | Mesi        | Mesi        | Mesi         | Stagioni | Stagioni | Stagioni | Stagioni | Anno  |
| RADICOFANI (1946-2023) | Gen          | Feb         | Mar          | Apr         | Mag         | Giu         | Lug         | Ago         | Set         | Ott         | Nov         | Dic          | Inv      | Pri      | Est      | Aut      | Anno  |
| ---------------------- | ------------ | ----------- | ------------ | ----------- | ----------- | ----------- | ----------- | ----------- | ----------- | ----------- | ----------- | ------------ | -------- | -------- | -------- | -------- | ----- |
| T. max. assoluta (°C)  | 17,0 (1974)  | 19,1 (1991) | 22,2 (1993)  | 26,0 (1949) | 27,8 (2009) | 33,6 (2002) | 36,8 (1947) | 38,6 (1947) | 34,0 (1975) | 29,2 (1946) | 21,8 (1999) | 19,0 (1991)  | 19,1     | 27,8     | 38,6     | 34,0     | 38,6  |
| T. min. assoluta (°C)  | −13,3 (1979) | −9,8 (2012) | −12,1 (1963) | −4,0 (2003) | −0,7 (1960) | 3,9 (1980)  | 7,0 (1970)  | 6,4 (1969)  | 3,0 (1971)  | −2,0 (1946) | −6,1 (1971) | −11,1 (1961) | −13,3    | −12,1    | 3,9      | −6,1     | −13,3 |

### Temperature estreme decadali dal 1946 in poi
Di seguito sono riportate le temperature estreme decadali registrate dal 1946 in poi, con la relativa data in cui si sono verificate.
| Decadi          | Temperature massime assolute e relative date   | Temperature minime assolute e relative date   |
| --------------- | ---------------------------------------------- | --------------------------------------------- |
| 1°-10 gennaio   | +16,6 °C il 6 gennaio 1999                     | -13,3 °C il 2 gennaio 1979                    |
| 11-20 gennaio   | +16,5 °C il 20 gennaio 1974                    | -10,2 °C il 14 gennaio 1968                   |
| 21-31 gennaio   | +17,0 °C il 21 gennaio 1974                    | -13,2 °C il 23 gennaio 1963                   |
| 1°-10 febbraio  | +16,4 °C il 7 febbraio 2011                    | -9,8 °C il 6 febbraio 2012                    |
| 11-20 febbraio  | +19,0 °C il 18 febbraio 1950                   | -9,3 °C l'11 febbraio 1969                    |
| 21-29 febbraio  | +19,1 °C il 25 febbraio 1991                   | -9,6 °C il 27 febbraio 2018                   |
| 1°-10 marzo     | +20,2 °C il 10 marzo 1994                      | -12,1 °C il 1º marzo 1963                     |
| 11-20 marzo     | +22,2 °C il 19 marzo 1993                      | -8,3 °C l'11 marzo 1976                       |
| 21-31 marzo     | +22,1 °C il 24 marzo 1991                      | -4,8 °C il 24 marzo 1975                      |
| 1°-10 aprile    | +23,0 °C il 6 aprile 2016                      | -4,0 °C l'8 aprile 2003                       |
| 11-20 aprile    | +22,8 °C il 20 aprile 2018                     | -3,4 °C il 14 aprile 2001                     |
| 21-30 aprile    | +26,0 °C il 24 aprile 1949                     | -2,7 °C il 21 aprile 1980                     |
| 1°-10 maggio    | +25,4 °C il 6 maggio 2003 e il 6 maggio 2015   | -0,7 °C il 1º maggio 1960                     |
| 11-20 maggio    | +27,0 °C il 14 maggio 1997                     | +1,0 °C il 12 maggio 1949                     |
| 21-31 maggio    | +27,8 °C il 24 maggio 2009                     | +1,8 °C il 25 maggio 2013                     |
| 1°-10 giugno    | +31,0 °C il 6 giugno 1998                      | +3,9 °C il 2 giugno 1980                      |
| 11-20 giugno    | +33,4 °C il 19 giugno 2002                     | +6,2 °C il 14 giugno 1967 e il 19 giugno 1981 |
| 21-30 giugno    | +33,6 °C il 28 giugno 1947 e il 23 giugno 2002 | +4,8 °C il 27 giugno 1978                     |
| 1°-10 luglio    | +36,0 °C il 5 luglio 1950                      | +8,5 °C il 10 luglio 1969                     |
| 11-20 luglio    | +34,2 °C il 20 luglio 1983                     | +7,0 °C l'11 luglio 1969 e il 16 luglio 1970  |
| 21-31 luglio    | +36,8 °C il 29 luglio 1947                     | +9,2 °C il 23 luglio 1976                     |
| 1°-10 agosto    | +38,6 °C il 1º agosto 1947                     | +9,0 °C il 7 agosto 1985                      |
| 11-20 agosto    | +35,0 °C l'11 agosto 1998                      | +7,0 °C il 14 agosto 1949                     |
| 21-31 agosto    | +35,0 °C il 25 agosto 1950                     | +6,4 °C il 28 agosto 1969                     |
| 1°-10 settembre | +33,0 °C l'8 settembre 1946                    | +3,8 °C il 5 settembre 2007                   |
| 11-20 settembre | +34,0 °C il 17 settembre 1975                  | +3,0 °C il 18 settembre 1971                  |
| 21-30 settembre | +29,0 °C il 21 settembre 1993                  | +3,8 °C il 30 settembre 1974                  |
| 1°-10 ottobre   | +29,2 °C il 1º ottobre 1946                    | +1,0 °C il 7 ottobre 1994                     |
| 11-20 ottobre   | +25,4 °C il 13 ottobre 1990                    | -2,0 °C il 20 ottobre 2007                    |
| 21-31 ottobre   | +23,7 °C il 24 ottobre 1971                    | -2,0 °C il 26 ottobre 1946                    |
| 1°-10 novembre  | +21,8 °C il 1º novembre 1999                   | -3,1 °C il 10 novembre 1981                   |
| 11-20 novembre  | +20,0 °C l'11 novembre 1984                    | -4,3 °C il 20 novembre 1971                   |
| 21-30 novembre  | +21,6 °C il 21 novembre 1947                   | -6,1 °C il 21 novembre 1971                   |
| 1°-10 dicembre  | +17,9 °C il 5 dicembre 1979                    | -8,2 °C il 9 dicembre 1980                    |
| 11-20 dicembre  | +16,9 °C il 17 dicembre 1971                   | -11,1 °C il 17 dicembre 1961                  |
| 21-31 dicembre  | +19,0 °C il 23 dicembre 1991                   | -10,8 °C il 25 dicembre 2001                  |